# Huperzia mollicoma
Huperzia mollicoma là một loài thực vật có mạch trong Họ Thạch tùng. Loài này được (Spring) Holub mô tả khoa học đầu tiên năm 1985.